# Джиммі Медовз
Джеймс «Джиммі» Медовз (англ. James "Jimmy" Meadows, 21 липня 1931, Болтон — 3 січня 1994, Манчестер) — англійський футболіст і тренер. 

## Біографія

### Ігрова кар'єра
Розпочав свою кар'єру у 1948 році в Третьому дивізіоні виступами за «Саутпорт», поки в березні 1951 року його не забрали у «Манчестер Сіті» за £ 5000. В складі «містян» став основним гравцем.
В квітні 1955 року дебютував у національній збірній Англії в матчі проти збірної Шотландії, але в наступному місяці отримав серйозну травму на 17-й хвилині фіналу Кубка Англії. Оскільки заміни не були дозволені в Англії до сезону 1965-66, то «Сіті» майже весь матч змушений був грати лише з 10 гравцями, в результаті чого команда програла «Ньюкаслу» з рахунком 3:1. А травма Медовза була настільки серйозною, що він був змушений покинути футбол, тому став тренером.

### Тренерська кар'єра
Після двох з половиною років керування «Стокпорт Каунті» він покинув пост в 1969 році, але у 1974 році повернувся. Ще до того був 81-денний період управління «Болтоном», який під його керівництвом вперше в історії вилетів до Третього дивізіону. 
1971 року Джиммі повернувся в «Саутпорт», цього разу як менеджер з яким у нього був найуспішніший період в управлінні. Медовз здобув у сезоні 1972-73 перемогу в Четвертому дивізіоні з 62 очками.
Крім цього Джиммі працював і в Швеції, де недовго тренував місцевий «ГІФ Сундсвалль», крім того, двічі виконував обов'язки менеджера в «Блекпулі».